# Copas nacionales del fútbol argentino
Además de los campeonatos de las distintas categorías, desde 1900 hasta la actualidad, las competiciones oficiales del fútbol argentino incluyen una serie de copas organizadas por las entidades históricas, reconocidas por la AFA. Desarrolladas en forma paralela a los torneos de cada división, por lo general se juegan con el formato de eliminación directa, de ahí que se los llamara, de manera genérica, concursos por eliminación.

## Primera División

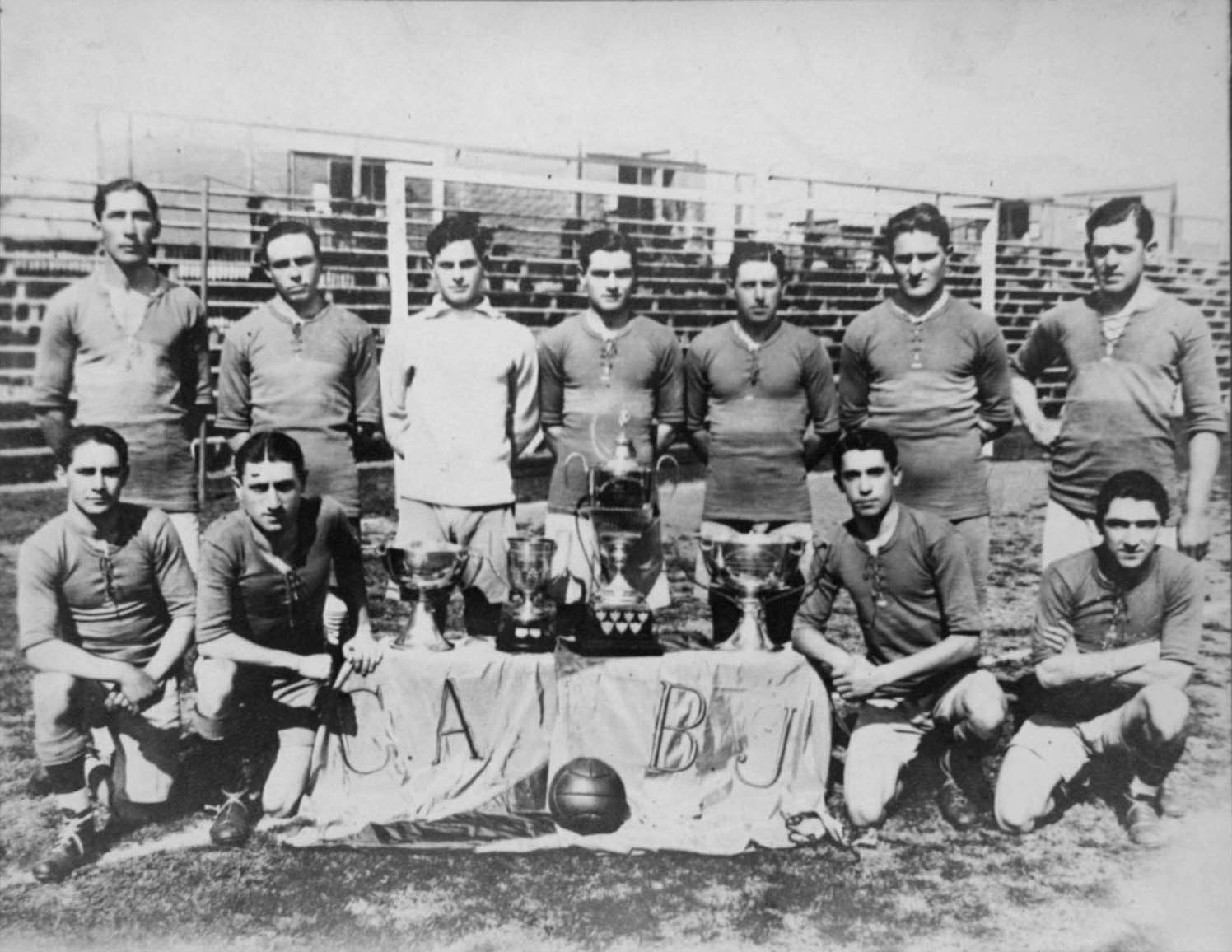
Boca Juniors, con sus cuatro títulos de 1919 (de izq a der): Copa de Competencia Jockey Club, Copa Campeonato, Cup Tie Competition y Copa Ibarguren

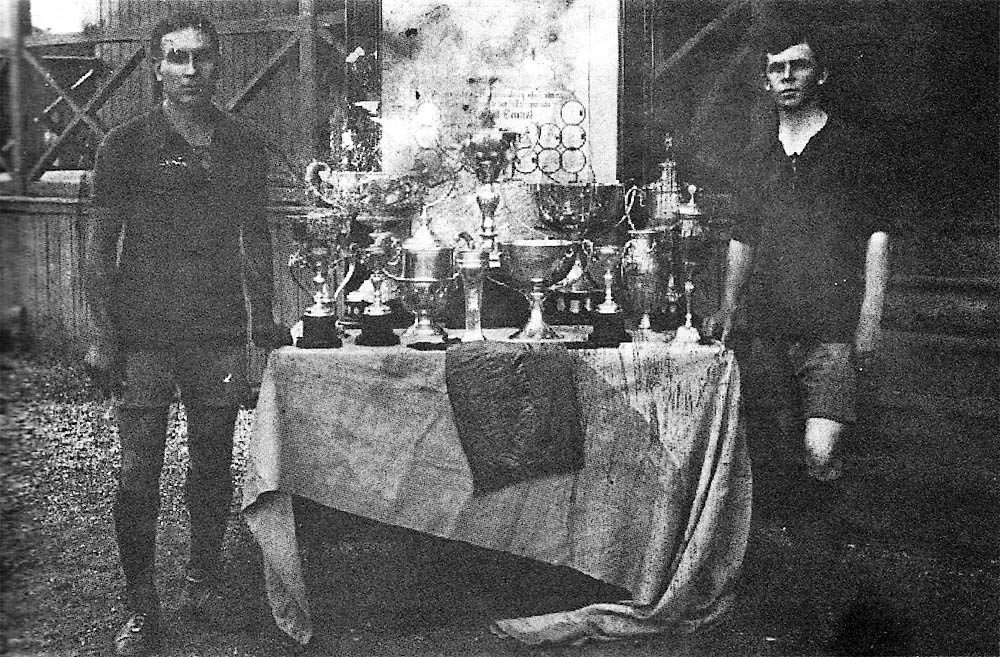
Zenón Díaz y Harry Hayes, junto a los trofeos nacionales obtenidos por Rosario Central en 1916: la Copa Dr. Carlos Ibarguren, la Copa de Honor y la Copa de Competencia Jockey Club.

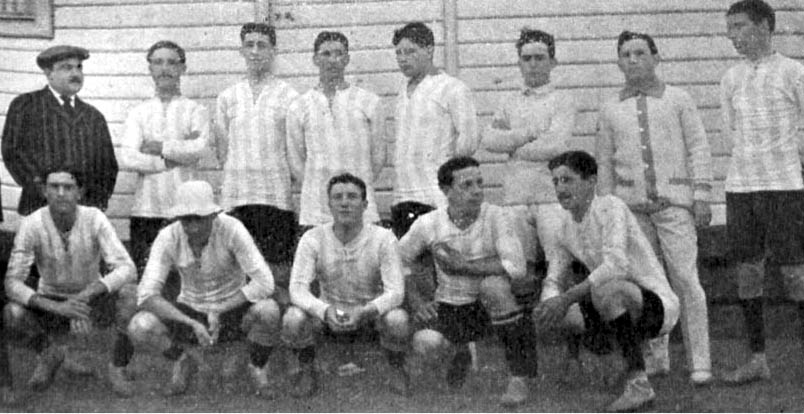
Racing Club es el máximo ganador de copas de AFA durante la era amateur: 9.

Se consideran como tales a todas aquellas en las que hayan participado equipos que militaban en la Primera División al momento de su disputa, incluyendo las interdivisionales y las que incluían conjuntos de otras asociaciones.
Estas copas oficiales, las cuales figuran en todas las Memorias y Balances anuales de la AFA y fueron agregadas en la página web de la Asociación en agosto de 2013, incluyeron a los equipos de las respectivas asociaciones, de otras ligas nacionales, e incluso fueron invitados equipos uruguayos.
La disputa de la Copa Argentina, que se reeditó en la temporada 2011-12, introdujo, nuevamente, la organización de una copa nacional interdivisional tras más de cuatro décadas. Además de los equipos de Primera División, participan de este concurso los clubes de las cuatro categorías inferiores, tanto directa como indirectamente afiliados a la Asociación del Fútbol Argentino. Con un antecedente en la década de 1940 como Copa de la República, solo se había organizado anteriormente en dos ocasiones, en 1969 y 1970, aunque únicamente la primera edición llegó a concluirse.
En 2012, se sumó al calendario oficial la Supercopa Argentina, que enfrenta regularmente al campeón de la mencionada Copa Argentina frente al campeón del torneo de Primera División.
A partir de la creación de la Superliga Argentina, en la temporada 2018-19, se sumaron dos nuevas competencias para los equipos de la máxima categoría: la Copa de la Superliga Argentina y el Trofeo de Campeones. Aunque solo se completaron una edición de cada torneo, antes de que la entidad fuera disuelta y sus campeonatos cancelados.
Entre 2020 y 2024, se instauró, a su vez, la Copa de la Liga Profesional, primera competencia organizada por la recién creada Liga Profesional de Fútbol Argentino, órgano interno de la AFA. Su primera edición, rebautizada durante su disputa como «Copa Diego Armando Maradona», fue programada de manera contingente debido a la pandemia de covid-19, la cancelación -como consecuencia- de la Copa de la Superliga 2020 y la posterior disolución de su ente organizador. Luego, la LPF sumó otros dos nuevos concursos de copa: el Trofeo de Campeones y la Supercopa Internacional, para establecer la inédita organización de cinco competiciones de copa en una misma temporada, además de la disputa del campeonato regular de Primera División.
=== Durante el amateurismo ===
En el período correspondiente a la era amateur, comprendido desde los primeros torneos jugados en el país hasta 1934, aunque convivió cuatro años con el profesionalismo blanqueado en 1931, se disputaron las siguientes copas oficiales:
| Temporada | Torneo                                        | Campeón           | Subcampeón           |
| --------- | --------------------------------------------- | ----------------- | -------------------- |
| 1900      | Copa de Competencia Chevallier Boutell        | Belgrano Athletic | Rosario Athletic     |
| 1901      | Copa de Competencia Chevallier Boutell        | Alumni            | Rosario Athletic     |
| 1902      | Copa de Competencia Chevallier Boutell        | Rosario Athletic  | Alumni               |
| 1903      | Copa de Competencia Chevallier Boutell        | Alumni            | Rosario Athletic     |
| 1904      | Copa de Competencia Chevallier Boutell        | Rosario Athletic  | CURCC                |
| 1905      | Copa de Honor                                 | Alumni            | Quilmes              |
| 1905      | Copa de Competencia Chevallier Boutell        | Rosario Athletic  | CURCC                |
| 1906      | Copa de Honor                                 | Alumni            | Estudiantes (BA)     |
| 1906      | Copa de Competencia Chevallier Boutell        | Alumni            | Belgrano Athletic    |
| 1907      | Copa de Competencia Jockey Club               | Alumni            | Belgrano Athletic    |
| 1907      | Copa de Honor                                 | Belgrano Athletic | Quilmes              |
| 1908      | Copa de Competencia Jockey Club               | Alumni            | Argentino de Quilmes |
| 1908      | Copa de Honor                                 | Quilmes           | Porteño              |
| 1909      | Copa de Competencia Jockey Club               | Alumni            | Newell's Old Boys    |
| 1909      | Copa de Honor                                 | San Isidro        | Estudiantes (BA)     |
| 1910      | Copa de Competencia Jockey Club               | Estudiantes (BA)  | GEBA                 |
| 1910      | Copa de Honor                                 | Incompleta        | Incompleta           |
| 1911      | Copa de Competencia Jockey Club               | San Isidro        | Estudiantes (BA)     |
| 1911      | Copa de Honor                                 | Newell's Old Boys | Porteño              |
| 1912      | Copa de Competencia Jockey Club               | San Isidro        | Quilmes              |
| 1912      | Copa de Honor                                 | Racing Club       | Newell's Old Boys    |
| 1913      | Copa de Competencia Jockey Club               | San Isidro        | Racing Club          |
| 1913      | Copa de Honor                                 | Racing Club       | Estudiantes (BA)     |
| 1913      | Copa Dr. Carlos Ibarguren                     | Racing Club       | Newell's Old Boys    |
| 1913      | Copa de Competencia La Nación                 | Rosario Central   | Argentino de Quilmes |
| 1914      | Copa de Competencia Jockey Club               | River Plate       | Newell's Old Boys    |
| 1914      | Copa Dr. Carlos Ibarguren                     | Racing Club       | Rosario Central      |
| 1914      | Copa de Competencia La Nación                 | Independiente     | Argentino de Quilmes |
| 1915      | Copa de Honor                                 | Racing Club       | Tiro Federal (R)     |
| 1915      | Copa de Competencia Jockey Club               | Porteño           | Racing Club          |
| 1915      | Copa Dr. Carlos Ibarguren                     | Rosario Central   | Racing Club          |
| 1916      | Copa de Honor                                 | Rosario Central   | Independiente        |
| 1916      | Copa de Competencia Jockey Club               | Rosario Central   | Independiente        |
| 1916      | Copa Dr. Carlos Ibarguren                     | Racing Club       | Rosario Central      |
| 1917      | Copa de Honor                                 | Racing Club       | River Plate          |
| 1917      | Copa de Competencia Jockey Club               | Independiente     | Estudiantes (LP)     |
| 1917      | Copa Dr. Carlos Ibarguren                     | Racing Club       | Rosario Central      |
| 1918      | Copa de Honor                                 | Independiente     | Platense             |
| 1918      | Copa de Competencia Jockey Club               | Porteño           | River Plate          |
| 1918      | Copa Dr. Carlos Ibarguren                     | Racing Club       | Newell's Old Boys    |
| 1919      | Copa de Competencia Jockey Club               | Boca Juniors      | Rosario Central      |
| 1919      | Copa Dr. Carlos Ibarguren                     | Boca Juniors      | Rosario Central      |
| 1920      | Copa de Honor                                 | Banfield          | Boca Juniors         |
| 1920      | Copa Dr. Carlos Ibarguren                     | Tiro Federal (R)  | Boca Juniors         |
| 1920      | Copa de Competencia de la Asociación Amateurs | Rosario Central   | Sportivo de Almagro  |
| 1920      | Copa Estímulo                                 | Huracán           | No hubo              |
| 1921      | Copa de Competencia Jockey Club               | Sportivo Barracas | Nueva Chicago        |
| 1921      | Copa Dr. Carlos Ibarguren                     | Newell's Old Boys | Huracán              |
| 1922      | Copa Dr. Carlos Ibarguren                     | Huracán           | Newell's Old Boys    |
| 1923      | Copa Dr. Carlos Ibarguren                     | Boca Juniors      | Rosario Central      |
| 1924      | Copa Dr. Carlos Ibarguren                     | Boca Juniors      | Belgrano de Rosario  |
| 1924      | Copa de Competencia de la Asociación Amateurs | Independiente     | Sportivo de Almagro  |
| 1925      | Copa de Competencia Jockey Club               | Boca Juniors      | Argentinos Juniors   |
| 1925      | Copa Dr. Carlos Ibarguren                     | Huracán           | Tiro Federal (R)     |
| 1925      | Copa de Competencia de la Asociación Amateurs | Independiente     | Sportivo Palermo     |
| 1926      | Copa de Competencia de la Asociación Amateurs | Independiente     | Lanús                |
| 1926      | Copa Estímulo                                 | Boca Juniors      | Balcarce             |
| 1926      | Campeonato Porteño                            | Incompleta        | Incompleta           |
| 1931      | Copa de Competencia Jockey Club               | Balcarce          | Almagro              |
| 1933      | Copa de Competencia Jockey Club               | Nueva Chicago     | Banfield             |

#### Resumen estadístico
| Club                       | Títulos |
| -------------------------- | ------- |
| Racing Club                | 9       |
| Alumni                     | 8       |
| Boca Juniors               | 6       |
| Independiente              | 6       |
| Rosario Central            | 5       |
| San Isidro                 | 4       |
| Huracán                    | 3       |
| Rosario Athletic           | 3       |
| Belgrano Athletic          | 2       |
| Newell's Old Boys          | 2       |
| Porteño                    | 2       |
| Banfield                   | 1       |
| Estudiantes (Buenos Aires) | 1       |
| Nueva Chicago              | 1       |
| Quilmes                    | 1       |
| River Plate                | 1       |
| Sportivo Balcarce          | 1       |
| Sportivo Barracas          | 1       |
| Tiro Federal (Rosario)     | 1       |

### Durante el profesionalismo
En el período profesional, que se inició en 1931, se disputaron (o disputan) las siguientes copas oficiales: 
| Temporada | Torneo                                     | Campeón                     | Subcampeón              |
| --------- | ------------------------------------------ | --------------------------- | ----------------------- |
| 1932      | Copa de Competencia de la Liga Argentina   | River Plate                 | Estudiantes (LP)        |
| 1932      | Copa Beccar Varela                         | Racing Club                 | Boca Juniors            |
| 1933      | Copa de Competencia de la Liga Argentina   | Racing Club                 | San Lorenzo             |
| 1933      | Copa Beccar Varela                         | Central Córdoba (R)         | Racing Club             |
| 1937      | Copa Dr. Carlos Ibarguren                  | River Plate                 | Rosario Central         |
| 1938      | Copa Dr. Carlos Ibarguren                  | Independiente               | Rosario Central         |
| 1939      | Copa Escobar                               | Independiente               | San Lorenzo             |
| 1939      | Copa Dr. Carlos Ibarguren                  | Independiente               | Central Córdoba (R)     |
| 1940      | Copa Dr. Carlos Ibarguren                  | Boca Juniors                | Rosario Central         |
| 1941      | Copa Escobar                               | River Plate                 | Huracán                 |
| 1941      | Copa Dr. Carlos Ibarguren                  | River Plate                 | Newell's Old Boys       |
| 1942      | Copa Escobar                               | Huracán                     | River Plate             |
| 1942      | Copa Dr. Carlos Ibarguren                  | River Plate                 | Liga Cordobesa          |
| 1943      | Copa Escobar                               | Huracán                     | Platense                |
| 1943      | Copa de la República                       | San Lorenzo                 | General Paz Juniors (C) |
| 1944      | Copa de Competencia Británica              | Huracán                     | Boca Juniors            |
| 1944      | Copa Dr. Carlos Ibarguren                  | Boca Juniors                | Combinado Tucumán       |
| 1944      | Copa de la República                       | San Martín (T)              | Newell's Old Boys       |
| 1944      | Copa Escobar                               | Estudiantes (LP)            | San Lorenzo             |
| 1945      | Copa de Competencia Británica              | Racing Club                 | Boca Juniors            |
| 1945      | Copa de la República                       | Estudiantes (LP)            | Boca Juniors            |
| 1946      | Copa de Competencia Británica              | Boca Juniors                | San Lorenzo             |
| 1949      | Copa Escobar                               | Newell's Old Boys           | Racing Club             |
| 1950      | Copa Dr. Carlos Ibarguren                  | Liga Mendocina              | Racing Club             |
| 1952      | Copa Dr. Carlos Ibarguren                  | River Plate - Liga Cultural |                         |
| 1955      | Copa Juan Domingo Perón                    | Lanús                       | Estudiantes (LP)        |
| 1958      | Copa Suecia                                | Atlanta                     | Racing Club             |
| 1958      | Copa Dr. Carlos Ibarguren                  | Liga Cordobesa              | Racing Club             |
| 1969      | Copa Argentina                             | Boca Juniors                | Atlanta                 |
| 1993      | Copa Centenario                            | Gimnasia y Esgrima (LP)     | River Plate             |
| 2011-12   | Copa Argentina                             | Boca Juniors                | Racing Club             |
| 2012      | Supercopa Argentina                        | Arsenal                     | Boca Juniors            |
| 2012-13   | Copa Argentina                             | Arsenal                     | San Lorenzo             |
| 2013      | Supercopa Argentina                        | Vélez Sarsfield             | Arsenal                 |
| 2014      | Copa Campeonato                            | River Plate                 | San Lorenzo             |
| 2013-14   | Copa Argentina                             | Huracán                     | Rosario Central         |
| 2014      | Supercopa Argentina                        | Huracán                     | River Plate             |
| 2014-15   | Copa Argentina                             | Boca Juniors                | Rosario Central         |
| 2015      | Supercopa Argentina                        | San Lorenzo                 | Boca Juniors            |
| 2016      | Copa del Bicentenario                      | Lanús                       | Racing Club             |
| 2015-16   | Copa Argentina                             | River Plate                 | Rosario Central         |
| 2016      | Supercopa Argentina                        | Lanús                       | River Plate             |
| 2016-17   | Copa Argentina                             | River Plate                 | Atlético Tucumán        |
| 2017      | Supercopa Argentina                        | River Plate                 | Boca Juniors            |
| 2017-18   | Copa Argentina                             | Rosario Central             | Gimnasia y Esgrima (LP) |
| 2018      | Supercopa Argentina                        | Boca Juniors                | Rosario Central         |
| 2019      | Copa de la Superliga                       | Tigre                       | Boca Juniors            |
| 2018-19   | Copa Argentina                             | River Plate                 | Central Córdoba (SdE)   |
| 2019      | Trofeo de Campeones de la Superliga        | Racing Club                 | Tigre                   |
| 2019      | Supercopa Argentina                        | River Plate                 | Racing Club             |
| 2020      | Copa de la Liga Profesional                | Boca Juniors                | Banfield                |
| 2019-20   | Copa Argentina                             | Boca Juniors                | Talleres (C)            |
| 2021      | Copa de la Liga Profesional                | Colón                       | Racing Club             |
| 2021      | Trofeo de Campeones de la Liga Profesional | River Plate                 | Colón                   |
| 2022      | Copa de la Liga Profesional                | Boca Juniors                | Tigre                   |
| 2022      | Copa Argentina                             | Patronato                   | Talleres (C)            |
| 2022      | Trofeo de Campeones de la Liga Profesional | Racing Club                 | Boca Juniors            |
| 2022      | Supercopa Internacional                    | Racing Club                 | Boca Juniors            |
| 2022      | Supercopa Argentina                        | Boca Juniors                | Patronato               |
| 2023      | Copa de la Liga Profesional                | Rosario Central             | Platense                |
| 2023      | Copa Argentina                             | Estudiantes (LP)            | Defensa y Justicia      |
| 2023      | Trofeo de Campeones de la Liga Profesional | River Plate                 | Rosario Central         |
| 2023      | Supercopa Argentina                        | River Plate                 | Estudiantes (LP)        |
| 2023      | Supercopa Internacional                    | Talleres (C)                | River Plate             |
| 2024      | Copa de la Liga Profesional                | Estudiantes (LP)            | Vélez Sarsfield         |
| 2024      | Copa Argentina                             | Central Córdoba (SdE)       | Vélez Sarsfield         |
| 2024      | Trofeo de Campeones de la Liga Profesional | Estudiantes (LP)            | Vélez Sarsfield         |
| 2024      | Supercopa Internacional                    | Vélez Sarsfield             | Estudiantes (LP)        |
| 2024      | Supercopa Argentina                        |                             |                         |

#### Resumen estadístico
| Club                                  | Títulos |
| ------------------------------------- | ------- |
| River Plate                           | 15      |
| Boca Juniors                          | 11      |
| Racing Club                           | 6       |
| Huracán                               | 5       |
| Estudiantes de La Plata               | 5       |
| Independiente                         | 3       |
| Lanús                                 | 3       |
| Arsenal                               | 2       |
| Rosario Central                       | 2       |
| San Lorenzo de Almagro                | 2       |
| Vélez Sarsfield                       | 2       |
| Atlanta                               | 1       |
| Central Córdoba (Rosario)             | 1       |
| Central Córdoba (Santiago del Estero) | 1       |
| Colón                                 | 1       |
| Gimnasia y Esgrima La Plata           | 1       |
| Liga Cordobesa de Fútbol              | 1       |
| Liga Cultural (Santiago del Estero)   | 1       |
| Liga Mendocina de Fútbol              | 1       |
| Newell's Old Boys                     | 1       |
| Patronato                             | 1       |
| Talleres (C)                          | 1       |
| Tigre                                 | 1       |
| San Martín (Tucumán)                  | 1       |